# Natus Vincere
Natus Vincere, thường được viết tắt là NAVI (trước đây là Na'Vi), là một đội thể thao điện tử hàng đầu của Ukraina. Tên đội bắt nguồn từ tiếng La-tinh và có thể được dịch trực tiếp là "sinh ra để chiến thắng". Natus Vincere ra đời năm 2009 với tư cách là một đội Counter-Strike sau sự sụp đổ của đội KerchNET. Na'Vi là đội đầu tiên trong lịch sử trò chơi Counter-Strike giành chiến thắng cùng lúc 3 giải đấu lớn trong cùng một năm dương lịch, bao gồm Intel Extreme Masters, Electronic Sports World Cup và World Cyber Games.
Năm 2011, Na'Vi.Dota giành giải nhất trị giá 1 triệu USD tại The International - giải đấu Dota 2 vô địch thế giới lần thứ nhất. Na'Vi đã tham dự 52 giải đấu lớn nhỏ ở 25 quốc gia thuộc 3 châu lục trong vòng 2 năm trở lại đây.

## Counter-Strike
Natus Vincere được thành lập ngày 18 tháng 12 năm 2009. Sau sự sụp đổ của đội Ucraina KerchNET, các cựu thành viên của đội được hỗ trợ bởi Murat "Arbalet" Tulemaganbetov một người nổi tiếng và là nhà tổ chức các giải đấu thể thao điện tử lúc bấy giờ. Đội mới có tên "Arbalet UA", bao gồm Oleksandr "s1mple" Kostyliev và Denis "electroNic" Sharipov từ Kharkiv, Ilya "Perfecto" Zalutskiy Ischuk từ Kiev, Valerii "b1t" Vakhovskyi từ Lviv và Kirill "Boombl4" Mikhailov từ Dnipropetrovsk. Đội hình Na`Vi.Counter-Strike thi đấu rất thành công và giành được nhiều giải thưởng quan trọng kể từ khi thành lập đến nay, luôn là 1 trong những đội mạnh nhất của bộ môn Counter-Strike trên toàn thế giới.

## Dota 2
Đội game DotA (Defense of the Ancients) của Na`Vi được thành lập vào tháng 10 năm 2010 với các thành viên: Goblak, XBOCT, Mag~, Deff- và Axypa. Sau khi Mag~ và Deff- rời nhóm, họ đã mời Danil "Dendi" Ishutin và Ivan "Artstyle" Antonov. Đội hình này sau đó được mời đến The International 2011, giành chiến thắng sau khi đánh bại đại diện Trung Quốc EHOME 3-1 trong trận chung kết.
Ngày 11 tháng 6 năm 2013, Na`Vi đã chọn một đội nữ. Sau đó Na`Vi mở rộng sang Bắc Mỹ với việc ký kết hợp đồng mang tên "North American Rejects" sau khi đủ điều kiện tham gia The International 2014 vào tháng 6 năm 2014. Vào ngày 5 tháng 12 năm đó, Natus Vincere thông báo rằng họ đã giải tán đội Na`Vi.US.
Ngày 16 tháng 10 năm 2015, sau khi không đủ điều kiện tham dự giải Frankfurt Major 2015, Natus Vincere thông báo giải tán đội hình Dota 2. Bốn ngày sau, Natus Vincere thông báo rằng Dendi và SoNNeikO sẽ trở lại thành lập để tái lập một đội mới.
Tháng 7 năm 2016, Na`Vi đã vượt qua Team Secret 3-1 để giành giải StarLadder i-League StarSeries Season 2 tại BTS Studios, Los Angeles. Đây là giải đấu đầu tiên giành chiến thắng kể từ năm 2014, sau 20 tháng khát danh hiệu.
Tháng 8 năm 2019, tại Thượng Hải, Trung Quốc, Natus Vincere quay lại góp mặt tại The International 2019 sau nhiều năm lỡ hẹn. Tuy nhiên đôi chỉ giành được vị trí thứ 13-16 chung cuộc. Sau giải đấu này, Na`vi đã liên tục có sự thay đổi nhân sự trong thời gian tiếp theo và đội hình hiện tại của họ chỉ còn duy nhất Vladyslav "Crystallize" Krystanek là thành viên tham dự The International 2019.
Tháng 9 năm 2020, Na`Vi ký hợp đồng với toàn bộ đội hình của FlyToMoon để đăng ký tham dự OGA Dota PIT Season 3 và ESL One Germany đồng thời Inactive đội hình cũ của mình.

## Thành phần lãnh đạo
| ID          | Name                   | Vị trí                    |
| ----------- | ---------------------- | ------------------------- |
| ZeroGravity | Alexander Kokhanovskyy | Sáng lập                  |
| HarisPilton | Yevhen Zolotarov       | CEO                       |
| caff        | Igor Sidorenko         | Quản lý đội Dota 2        |
| Mess        | Alex Kharchenko        | Trưởng ban truyền thông   |
| sCOpe       | Vitaliy Tarasov        | Chuyên gia sản xuất video |
| b2ru        | Yana Khymchenko        | Phóng viên                |
| XBOCT       | Alexander Dashkevich   | Huấn luyện viên           |

## Cống hiến cho sự phát triển nền thể thao điện tử quốc gia Ukraina

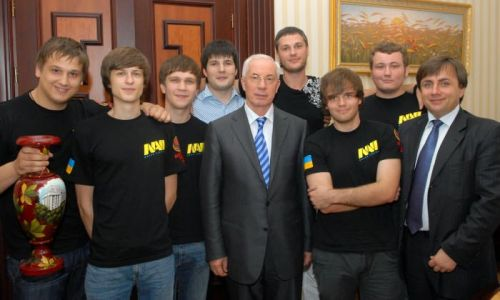
Na'Vi và nguyên thủ tướng Ukraine Mykola Azarov

Vào ngày 14 tháng 7 năm 2010, thủ tướng Ukraina Mykola Yanovych Azarov đã gặp mặt với đội Natus Vincere tại tòa nhà nội các. Trong buổi gặp gỡ, những vấn đề liên quan đến sự phát triển của ngành công nghiệp công nghệ thông tin ở Ukraina đã được đem ra thảo luận. Thủ tướng đưa ra lời hứa sẽ tổ chức giải thể thao điện tử quốc tế mở rộng của Ukraina trong năm 2011. Các game thủ người Ukraina được ghi danh vào "Dự trữ Vàng", nhận được sự hỗ trợ từ chính phủ.